# 纪立人
纪立人（1933年—），男，广东汕头人，中国气象学家，曾任中国科学院大气物理研究所研究员、博士生导师。